# Długotrwałe wzmocnienie synaptyczne
Długotrwałe wzmocnienie synaptyczne (LTP z ang. Long-term potentiation) – zmiana formy synaptycznej powodująca wzrost wydajności przewodzenia synaptycznego. Powstaje pod wpływem serii intensywnych i szybkich bodźców, które dany akson (lub aksony) emituje w kierunku połączonych z nim dendrytów. W efekcie synapsy mają większą łatwość reagowania na bodźce tego samego typu.
Przeciwieństwem LTP jest LTD czyli długotrwałe osłabienie synaptyczne, powodujące długotrwałe osłabienie reakcji synapsy.